# Суперинтелигентност
„Суперинтелигентност“ (на английски: Superintelligence) е американски романтичен екшън комедия от 2020 г. на режисьора Бен Фалконе по сценарий на Стийв Малори. Във филма участва Мелиса Маккарти в нейното четвърто сътрудничество с нейния съпруг, Фалконе.
Филмът е пуснат от дигитално от Warner Bros. Pictures в Съединените щати чрез HBO Max, и по кината в някои международни пазари на 26 ноември 2020 г. Филмът спечели над $4 милиона и получи смесени отзиви от критиците.